# Horgos
Horgos (chino simplificado: 霍尔果斯; chino tradicional: 霍爾果斯; pinyin: Huò'ěrguǒsī, kazajo: قورعاس, uigur: قورعاس), también conocido como Huoerguosi, Khorgos, Chorgos y Gorgos, es una ciudad china cerca de la frontera con Kazajistán. Se encuentra ubicado en la prefectura autónoma kazaja de Ilí de la región autónoma de Sinkiang. La ciudad cubre un área de unos 1900 km² y cuenta con una población de cerca de 85 000 habitantes.
Horgos es el mayor puerto terrestre en la frontera con Kazajistán, y está ubicado en el punto más occidental de la Nueva Ruta de la Seda en China. Este puerto abierto cuenta con líneas ferroviarias y carreteras cerca de los densamente poblados centros comerciales de Asia Central. El plan del gobierno chino es transformar el cruce fronterizo en un centro internacional ferroviario, energético y logístico para el “Cinturón Económico de la Ruta de la Seda”, presentado en 2013 por el presidente Xi Jinping para establecer nuevos lazos de transporte y comercio entre China, Asia Central y Europa.
Al otro lado de la frontera se encuentra Khorgos. Aunque las dos ciudades comparten nombres casi idénticos, ambas operan líneas ferroviarias de diferente ancho.

## Historia
La historia del sentamiento se remonta a la dinastía Sui (581-618). La frontera de Horgos para pasajeros y carga abrió en 1983. En 2004, China y Kazajistán firmaron un acuerdo para crear un puerto libre en Horgos. Allí los procedimientos aduaneros se han simplificado y el centro de comercio integrado cubre más de 3 km² en el territorio chino y cerca de 2 km² en Kazajistán. Los comerciantes pueden quedarse en el centro durante 30 días sin visado.
La ciudad de Horgos fue oficialmente establecida el 26 de septiembre de 2014, según lo aprobado por el Consejo de Estado en julio anterior. Con su nuevo estatus de ciudad, se espera que Horgos integre los diversos recursos para la cooperación económica regional.

## Economía
Horgos es un paraíso fiscal. En 2017 el número de empresas registradas en la ciudad fue de 14.472, cuatro veces más que el año anterior. Entre las numerosas celebridades que registraron empresas en Horgos se encuentra la estrella de cine Fan Bing-bing.
Directamente al otro lado de la frontera de Horgos hay un lugar llamado Khorgos que, aparte de la soberanía nacional, es básicamente el mismo lugar. Ambos lados de la frontera se están construyendo en conjunto para convertirse en un importante centro comercial internacional que vincule a China con la Comunidad de Estados Independientes (CEI), Oriente Medio y Europa más allá. En el lado kazajo de la frontera hay una zona económica especial de más de 5000 hectáreas que se basa en la Zona Franca de Jebel Ali en Dubái, y en el lado chino hay una gran superficie destinada para uso industrial.

## Infraestructuras
La zona económica especial de Horgos cuenta con 73 km² de superficie planificada, situada en la frontera entre China y Kazajistán. Esta infraestructura comprende diversas vías para el comercio como un centro de servicios para la cooperación fronteriza, el gasoducto de China-Asia Central, el ferrocarril China-Kazajistán y una creciente red de carreteras.
Por otra parte, la línea Xi'an-Xinjiang-Europa entró en funcionamiento en 2013. Este tren parte de la ciudad de Xi'an, atraviesa la región de Xinjiang y Asia Central y llega a Europa.
En 2012 el gasoducto más largo del mundo, con 8704 km de canalizaciones, se puso en funcionamiento entre Horgos y las ciudades costeras de Cantón, Hong Kong y Shanghái. El gasoducto, en el que se han invertido US$22 570 millones, suministrá gas natural desde Asia Central a una zona habitada por cerca de 500 millones de personas.